# Céline Frisch
Pour les articles homonymes, voir Frisch.
Céline Frisch, née à Marseille le 8 juin 1974, est une claveciniste française.

## Biographie
Céline Frisch commence l'étude du clavecin à l'âge de six ans. Elle reçoit en 1992 ses premiers prix en clavecin et en musique de chambre au conservatoire d'Aix-en-Provence. Après une scolarité au lycée Thiers de Marseille, elle part à Bâle pour y poursuivre ses études à la Schola Cantorum Basiliensis, dans les classes d'Andreas Staier et Jesper Bøje Christensen (de), d'où elle obtient le diplôme de soliste cum laude (avec louange, ou félicitations). Elle étudie également l'orgue avec Louis Thiry au CNR de Rouen.
En 1998, elle fonde, avec le violoniste Pablo Valetti et d’autres coétudiants de la Schola Cantorum, l’ensemble à géométrie variable Café Zimmermann dont elle est avec Valetti directrice artistique et joue en tant que soliste ou continuiste.
Ses enregistrements, surtout dédiés à Bach, ont reçu de nombreux prix de la critique, notamment ses Variations Goldberg, enregistrées en partie avec l'ensemble Café Zimmermann, qui ont reçu le Diapason d'or de l'année 2002 et le Choc de l'année 2001 du Monde de la Musique.
En 1996, elle est nommée Lauréate Juventus du Conseil de l'Europe et en 2002, est la première claveciniste nommée par les Victoires de la musique classique.
Depuis décembre 2020 elle est professeur de clavecin à l'académie de musique et des arts du spectacle de Vienne (Autriche).

## Discographie
- 2000: Pièces de Bach au clavecin, pour le label Les Nouveaux Interprètes d'Harmonia Mundi.
- 2001: Variations Goldberg de Bach, chez Alpha.
- 2001: Sonates pour viole de gambe et clavecin de Bach avec Juan Manuel Quintana, chez Harmonia Mundi.
- 2001: Concerts avec plusieurs instruments de Bach avec le Café Zimmermann
- 2002: Six concerto en 7 parties d'Avison avec le Café Zimmermann
- 2003: Concerts avec plusieurs instruments vol II, de Bach avec le Café Zimmermann
- 2003: Sonates pour violon et clavecin de Bach avec Pablo Valetti
- 2004: Pièces de clavecin et airs d'après M. de Lully de Jean-Henry d'Anglebert
- 2005: Concerts avec plusieurs instruments vol III, de Bach avec le Café Zimmermann
- 2007: Cantates profanes de Bach avec le Café Zimmermann dirigé par Gustav Leonhardt
- 2008: Pièces de clavecin de Rameau
- 2009: Concerts avec plusieurs instruments vol IV, de Bach avec le Café Zimmermann
- 2009: cantates et concertos comiques français avec le Café Zimmermann et Dominique Visse  (œuvres de Corrette, La Garde, Racot de Grandval, Marais, Courbois)
- 2010: "Aux sources du jeune Bach", récital de clavecin (Bach, Froberger, Kerll, Buxtehude et Reincken)
- 2011: Concerts avec plusieurs instruments, vol V, de Bach avec le Café Zimmermann
- 2012: Concerts avec plusieurs instruments, vol VI, de Bach avec le Café Zimmermann
- 2012: Concerts avec plusieurs instruments, coffret vol I à VI, de Bach avec le Café Zimmermann
- 2015 : Le clavier bien tempéré Livre I, de J.S Bach, Alpha Diapason d'or 2019: Le clavier bien tempéré Livre II, de Bach, CD Alpha Diapason d’or